# Groot Scholtenhagen
Groot Scholtenhagen (ook: Scholtenhagen, Het Hagen) is een sinds 1902 bestaand sport- en recreatiepark in het Twentse Haaksbergen, een dorp in de Nederlandse provincie Overijssel.

## Beschrijving
Het Hagen, waaruit Scholtenhagen is voortgekomen, werd volgens een oorkonde vermeld in 1284. Vanaf de 16e eeuw gebruikten de bewoners de naam Hagen als familienaam in "ter Hagen". In de 18e eeuw werd "Het Hagen" door de erfgenamen van de laatste "Ter Hagen" verkocht aan Jan Derk ter Haar. Hij liet in 1886 "Het Hagen" publiek veilen. De Haaksbergse textielbaron Willem Hendrik Jordaan (1828-1902) kocht een deel van het erve en goed "Het Hagen". Hij liet het landgoed met alle erop aanwezige bebouwing na aan een door hem per testament opgerichte stichting, die hij  't Scholtenhagen noemde. Deze had tot doel "het vestigen van eene gelegenheid voor de ingezeten van de gemeente Haaksbergen tot ontspanning en de ondersteuning van hulpbehoevende oude werklieden van de firma D. Jordaan & Zonen", de textielfabriek waarvan Jordaan directeur was. Het landgoed was toen 61 hectare groot. In 2002 werd Jordaan ter gelegenheid van het honderdjarig bestaan van het park door de gemeente Haaksbergen postuum met de gemeentelijke Erepenning onderscheiden "voor zijn schenking van het landgoed Het Hagen (Scholtenhagen), waarmee hij de gemeenschap van Haaksbergen op een bijna niet te evenaren wijze een zeer bijzondere dienst heeft bewezen". In het park is een buste van Jordaan geplaatst.
In 1920 werd in Scholtenhagen het eerste officiële voetbalveld van Haaksbergen aangelegd, de thuisbasis van de voetbalclub HSC '21. Na de Tweede Wereldoorlog, toen de bevolking van Haaksbergen zich uitbreidde, volgden meer sportaccommodaties, waaronder zwembad De Wilder (1990). Sinds 1982 is in een voormalige boerderij op het landgoed restaurant en zalencentrum  't Hagen gevestigd. Ook zijn in het park onder meer een camping, kinderboerderij, muziekkoepel, recreatieheuvel en een schietbaan te vinden.
Het park wordt beheerd door de in 1972 opgerichte Stichting Groot Scholtenhagen.